# Saïd Benrahma
Saïd Benrahma (født 10. august 1995 i Toulouse, Frankrig) er en Algerisk fodboldspiller, som spiller for den saudiarabiske fodboldklub Neom SC.

## Klubkarriere
Benrahma skiftede til OGC Nice i 2013, hvor han kom til klubben fra US Colomiers. Han spillede på klubbens ungdomshold i en kort periode, men blev kort tid rykket op på senior førsteholdet.
Han fik sin debut Ligue 1 debut den 6. oktober 2013 i 1-0 nederlaget imod Toulouse FC. Han blev skiftet ind i 75' minut i stedet for Jérémy Pied.